# Analizator
Analizatorii sunt sisteme neurofiziologice care au rolul de a recepționa, conduce și transforma în senzații specifice excitațiile primite din mediul extern sau intern. Ei contribuie la realizarea integrării organismului în mediu și la coordonarea funcțiilor organismului.
Analizatorii sunt sisteme morfologice care:
- sesizează prin receptori specifici, modificările din mediul extern și intern, ce acționează asupra organismului;
- conduc impulsurile nervoase în ariile corticale corespunzătoare;
- realizează analiza și sinteza impulsurilor nervoase determinând formarea de senzații specifice;
- au un plan unic de organizare, fiecare fiind alcătuit din trei segmente:periferic (receptor), intermediar (de conducere) și segmentul central.
Segmentul periferic - receptorul
Este reprezentat prin structuri specializate și integrate în organele de simț; stimulat de variația unei forme de energie determină formarea potențialului de receptor și, în final a celui de acțiune (influxul nervos) ce se propagă în segmentul următor.
Segmentul intermediar - de conducere este format din:
- căi directe-sunt căi nervoase specifice, cu sinapse puține, prin care impulsurile nervoase sunt conduse rapid și se proiectează în ariile corticale, în zone specifice;
- căi indirecte-sunt căi nervoase nespecifice, ce aparțin sistemului reticular activator ascendent (S.R.A.A.) cu sinapse multe și prin care impulsurile nervoase sunt conduse lent, în ariile corticale, unde se proiecteză difuz și nespecific.
Segmentul central este reprezentat prin două tipuri de arii corticale:
- aria corticală primară, unde se proiectează fibrele căii de conducere;
- aria corticală secundară conectată cu aria primară.
La nivelul ariilor corticale se realizează analiza și sinteza informațiilor și se formează, în final  senzațiile conștiente specifice. Analizatorii din organismul uman sunt: cutanat, vizual, acustico-vestibular, olfactiv, gustativ, motor-kinestezic.

## Vezi și
- Neuroștiință
- Sistem nervos